# تازة كند يفت (دودانغة)
تازة کند یفت (بالفارسية: تازه‌کند یافت) هي منطقة سكنية تقع في إيران في قسم دودانغة الریفي. يقدر عدد سكانها بـ 26 نسمة.